# Grotte du Poeymaü
La grotte du Poeymaü (ou encore Poeymau, Poeymal, Poeymaou, Poeymail, Pouey Maou) est un site préhistorique situé dans la commune d'Arudy, en vallée d'Ossau, dans les Pyrénées-Atlantiques. Fouillée depuis 1948, elle comporte des niveaux archéologiques qui vont du Paléolithique supérieur au Mésolithique.

## Situation
La grotte du Poeymaü est située à 500 m d’altitude, sur les flancs de la colline du Poeymaü, à Arudy, en rive gauche de la vallée du Lamisou, un affluent du gave d'Ossau, dans les Pyrénées-Atlantiques.

## Historique des fouilles
Le site fut découvert en 1922. En 1935, il est endommagé par des fouilles clandestines. En 1948, Georges Laplace débute ses fouilles, en employant pour l'une des premières fois un système de repérage des vestiges par coordonnées cartésiennes. Les fouilles sont poursuivies jusqu’en 1956, puis arrêtées. Elles reprennent, toujours sous la direction de Georges Laplace, entre 1969 et 1977. À partir de 1978, Michel Livache prend la direction du chantier et poursuit les fouilles jusqu’en 1985.

## Stratigraphie
La première publication de synthèse sur la grotte du Poeymaü paraît en 1953 : Georges Laplace y expose la stratigraphie en 8 niveaux, du Magdalénien à l’époque gallo-romaine. Il définit également l’Arudien, un faciès mésolithique spécifique des Pyrénées occidentales (aujourd'hui contesté), qu'il caractérisait par l'absence de microlithes géométriques et la présence de couches à escargots.
Une révision de la stratigraphie, fondée sur une série de datations radiocarbone, est publiée en 1984, résultat de la collaboration entre Michel Livache et Jacques Évin. Trois niveaux mésolithiques supplémentaires sont identifiés, et les 25 datations radiocarbone effectuées sur os, sur charbons de bois et sur coquilles d’escargots permettent de situer les différentes couches de la séquence dans le temps. 

## Industrie lithique
En 1954, Georges Laplace proposait une première synthèse de son approche statistique en typologie lithique (la « typologie analytique ») en l'appliquant aux industries lithiques du Poeymaü.
En 2008, Michel Livache publiait une nouvelle analyse de ces industries, comparées à celles d'autres sites régionaux (les grottes du Bignalats et d'Ithelatseta).

## Travaux en cours
De nouvelles analyses sont menées depuis 2018 dans le cadre d'un projet collectif animé par des chercheurs de l'université de Toulouse,.